# Синхротрон
Синхротронът е вид цикличен ускорител на частици, произлизащ от циклотрона, при който ускоряваната частица пътува по фиксирана пътека в затворен контур. Магнитното поле, което насочва потока на частиците в контура, нараства с течение на времето в хода на ускорителния процес – то се синхронизира с повишаващата се кинетична енергия на частиците. Синхротронът е един от първите ускорители на частици, позволил построяването на големи съоръжения, тъй като огъването на магнитното поле, насочването на потока частици и ускорението му могат да се разделят на различни компоненти. Най-мощните съвременни ускорители на частици използват варианти на синхротронния дизайн. Най-големият такъв е Големият адронен колайдер близо до Женева, построен през 2008 г. от ЦЕРН. Той може да ускорява потоци от протони до енергия 6,5 тераелектронволта (TeV).
Принципът на синхротрона е изобретен от Владимир Векслер през 1944 г. Едуин Макмилан построява първия електронен синхротрон през 1945 г., достигайки до принципа независимо от Векслер. Първият протонен синхротрон е проектиран от Марк Олифант и построен през 1952 г.